# Erik Eskilsson
El juicio por blasfemia de Arjeplog de 1687 tuvo lugar en ese pueblo contra dos samis o lapones, Erik Eskilsson y Amund Thorsson, que fueron juzgados acusados de blasfemia por ser seguidores del antiguo chamanismo sami durante la cristianización del pueblo sami o lapón en la Suecia de finales del siglo XVII. Su caso fue notable y a menudo mencionado en la historia sami.
Durante este periodo, los lapones todavía mantenían generalmente dos religiones en paralelo; asistían a la iglesia regularmente y observaban las fiestas cristianas, pero en privado en sus hogares continuaban practicando la antigua religión precristiana. Erik Eskilsson, así como Thorsson, estaban entre los samis más ricos de Norbotnia y así se sentían seguros de mantener su religión debido a los impuestos que podían pagar a la corona. Durante un sermón cristiano, en el que el vicario sueco predicó contra la antigua religión sami, Eskilsson y Thorsson comentaron que encontraban tal hostilidad extraña, y que evidentemente no abandonarían la fe de sus antepasados. Después, el vicario les visitó en compañía de un sami cristiano. Destrozó su altar pagano y se llevó el tambor sami con violencia. Eskilsson y Thorsson le siguieron y recuperaron el tambor. El vicario defendió sus acciones y se preguntó si el difunto padre de Thorsson se habría arrepentido de ser pagano. A lo que Thorsson respondió: "Si mi padre está en el Infierno, entonces puedo soportar el mismo sufrimiento que él".
El vicario informó a las autoridades de la blasfemia y recomendó la pena de muerte, ya que era su opinión que los samis nunca serían verdaderamente cristianos a menos que se exterminaran tales "malas hierbas". El 7 de febrero de 1687, Eskilsson y Thorsson fueron juzgados en Arjeplog por un  cargo de blasfemia, debido a que tenían una religión distinta al cristianismo, y habían insultado a un clérigo. Erik Eskilsson fue liberado del cargo de insultar a un clérigo después de que se reveló que el vicario vendía alcohol a los samis y Eskilsson estaba bebido durante el incidente en cuestión. Fue liberado del cargo de blasfemia después de abandonar su religión, convertirse al cristianismo y entregar su tambor. No hay más información sobre el caso contra Thorsson.
Entre 1665 y 1708, hubo tres sentencias de muerte confirmadas contra samis por blasfemia, que era el cargo habitual contra los lapones que se negaban oficialmente a renegar de su religión.